# Привільне (Синельниківський район)
Привільне (до 2025 року — Хорошеве) — селище в Україні, в Іларіонівській селищній територіальній громаді Синельниківського району Дніпропетровської області. До 2017 року орган місцевого самоврядування — Мар'ївська сільська рада. Населення — 273 особи (за переписом 2001 року).

## Географічне розташування
Селище Привільне розташоване за 3 км від сіл Раївка, Мар'ївка та Морозівське. Поруч пролягають автошляхи М18E105, Р85 та залізнична лінія Нижньодніпровськ-Вузол — Синельникове I, на якій знаходиться пасажирський зупинний пункт Хорошеве.

## Історія
9 червня 2017 року, в ході децентралізації, Мар'ївська сільська рада об'єднана з Іларіонівською селищною громадою.
19 липня 2020 року, в результаті адміністративно-територіальної реформи та ліквідації   Синельниківського (1923—2020) району, селище увійшло до складу новоутвореного Синельниківського району.
5 червня 2025 року Верховна Рада підтримала перейменування селища Хорошеве на Привільне. 15 червня 2025 року перейменування набуло чинності.

## Населення
За переписом населення 2001 року населення складало 273 особи.

### Мова
Розподіл населення за рідною мовою за даними перепису 2001 року:
| Мова       | Кількість | Відсоток |
| ---------- | --------- | -------- |
| українська | 260       | 95,24 %  |
| російська  | 13        | 4,76 %   |
| Всього     | 273       | 100 %    |

## Особистість
- Шпаківська Віра Іларіонівна (нар. 1895, с. Хорошеве — пом. 1995, м. Трентон, США) — українська громадська діячка, брала участь у діяльності „Просвіти“ м. Павлоград, вчителька, письменниця, у 1943 році емігрувала до Німеччини, згодом в США[7].